# Karimunjawa (plaats)
Karimunjawa is een bestuurslaag in het regentschap Jepara van de provincie Midden-Java, Indonesië. Karimunjawa telt 4406 inwoners (volkstelling 2010).